# Churrigueresco

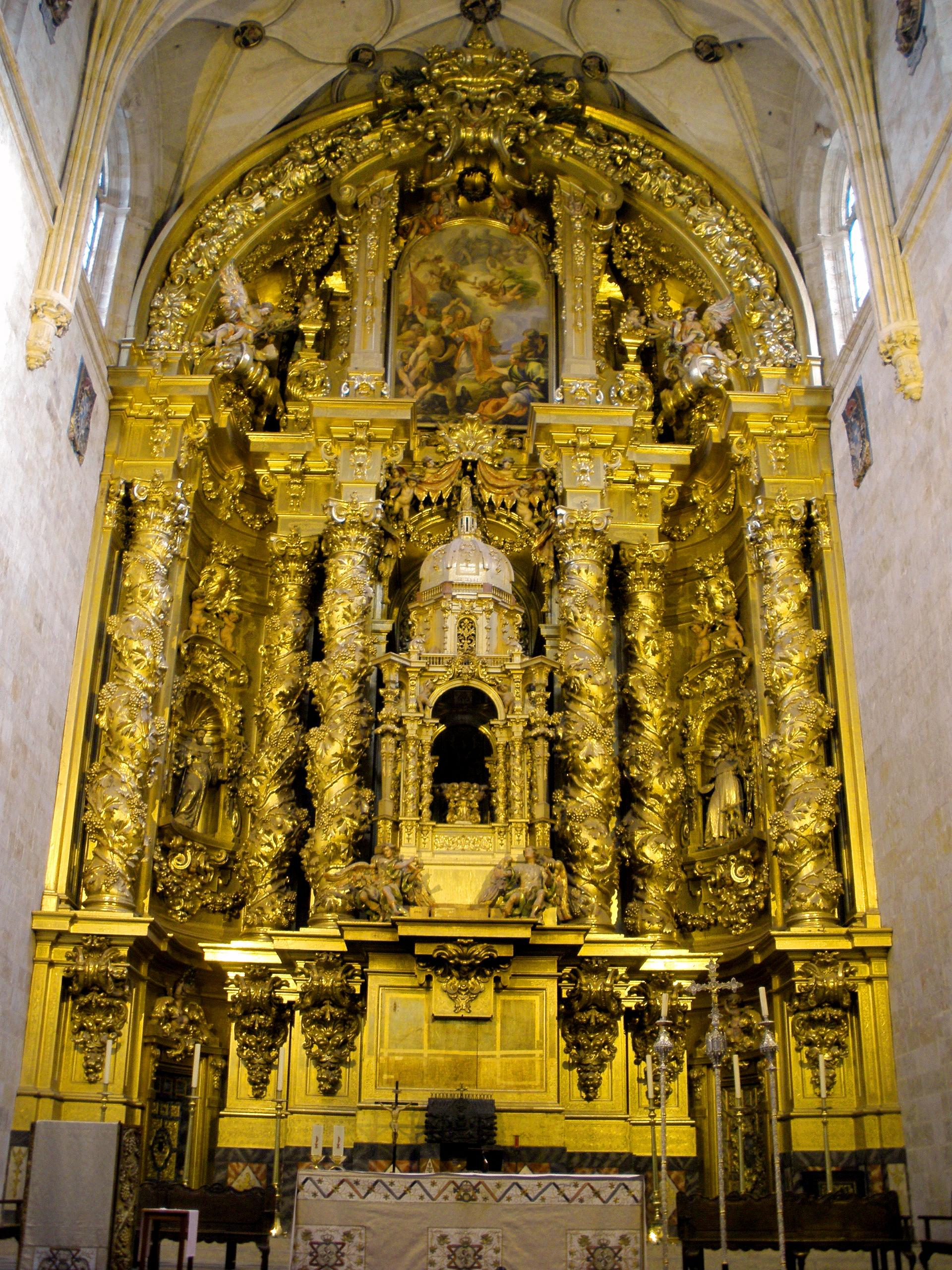
Retablo Mayor del Convento de San Esteban de Salamanca (1692-1694).

El churrigueresco es una etapa artística, así como un estilo arquitectónico, de España, que se dio en la época del barroco, y llegó hasta el Nuevo Mundo, en diversos edificios construidos en los virreinatos de Perú y Nueva España, donde se lo conoce como barroco anticlásico.

## Definición
El término churrigueresco proviene del apellido Churriguera. Los Churriguera fueron una familia de arquitectos barrocos de origen catalán cuya obra se caracterizó porque presentó una recargada decoración. Por extensión, el término se ha utilizado para denominar el barroco español del primer tercio del siglo XVIII. Se entendían por churriguerescas todas aquellas arquitecturas que poseían un marcado movimiento y una abigarrada ornamentación, sobre todo en la retablística.
Este estilo es muy parecido al estilo barroco, aunque presenta aún más ornamentación. Fueron comunes las construcciones de retablos efímeros y también obras arquitectónicas, con las características típicas del estilo.
El primero de los Churriguera fue José de Churriguera (1665-1725), quien se formó como ensamblador de retablos, elaborando algunos muy importantes para diversos templos de Salamanca, Madrid, Valladolid y otras ciudades españolas. Algunos han desaparecido y actualmente solo se conservan algunas trazas.
Por otra parte, Francisco de la Maza señala que el término churrigueresco no solo se utiliza para el barroco con estípite, sino a «muchas obras o casi todas las obras con pilastras comunes, muy ornamentadas y que correspondan, en España, de 1689 a 1730, y en México de 1725 a 1780, más o menos, ya que uno solo es el sentido de voluntad de forma que preside a esas obras».
Por consiguiente, el churrigueresco no es un estilo arquitectónico, sino más bien un estilo escultórico y decorativo.

## Historia

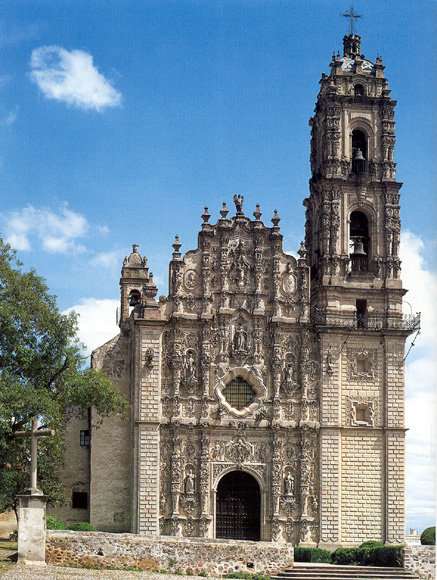
Iglesia de San Francisco Javier en Tepotzotlán, Estado de México

Las formas del Barroco en España y México tuvo dos maneras especiales: la columna salomónica y la pilastra estípite:
«Se le ha llamado al primero Barroco Salomónico y al segundo, con tropiezos y oposiciones, Barroco Churrigueresco, dos adjetivos derivados de un nombre y apellido que se deben a dos muy distintos personajes, un rey hebreo y un arquitecto madrileño».
La columna salomónica barroca tiene su origen en Roma, en la capilla de san Pedro: «Se creyó como el templo de Salomón, regalada al papa por el sultán Bayaceto. Es una columna, ciertamente, de origen oriental por ondular y torcer su fuste en tirabuzón, pero es ya helenística por su capitel jónico.»
Mientras la pilastra estípite nació también en Grecia, su forma se caracteriza por ser pedestales en forma de pirámide invertida, truncada y alta «sirvieron para colocar bustos de héroes y dioses y sobre todo de Hermes y Mercurio».
Los artífices romanos y renacentistas siguieron empleando el estípite: «Continuaron realizándose en la misma forma y estos últimos lo incorporaron a las estructuras arquitectónicas, otorgándole categoría de pilastra, por lo que aparece sobre él un capitel, o bien, el busto emerge con todo el torso y levanta las manos sirviendo como atlante o cariátide». Así, en el siglo XVII se hizo en volúmenes y fue llevado al su máximo desarrollo por José Benito Churriguera: «El estípite no fue realizado en volúmenes, sino hasta la segunda mitad del siglo XVII, de manera incompleta, por Borromini y ya completo, con nuevas y precisas secciones y capitel, por Benito de Churriguera».

## Características
Si bien el estípite se caracteriza por representar un esquema geométrico del cuerpo humano:
«El capitel es la cabeza; el cubo o sección bulbosa es el pecho; el angostamiento entre el cubo y la parte superior de la pirámide invertida, sería la cintura; la pirámide  misma hace claramente la figura de caderas y piernas, estrechándose al descender a los pies».
Manuel González Galván señala que esta abstracción se debe a un simbolismo franco y tan humanista o más que la misma Grecia, donde se consideraba al dórico, robusto y sobrio, como representativo de lo masculino, y al jónico, más esbelto y curvo, de lo femenino. Los romanos llegaron a presentarla sexuada, pero la pilastra estípite barroca, en su asexual y rigurosa abstracción, está más cerca de lo humano que aquellas interpretaciones hechas sobre lo clásico. Pero para Francisco de la Maza esto lo señala como parte de la influencia latina, pues se apoya en la idea de que coincide con la sensibilidad del arte precolombino[cita requerida], escultórico por excelencia {Cita requerida}; con la sensibilidad misma del indígena mexicano.[cita requerida] Sin embargo, las más notorias características del churrigueresco, están presentes en el retablo del Convento de San Esteban de Salamanca, obra del español José Benito de Churriguera que por su impacto originó el adjetivo churrigueresco.

## En España

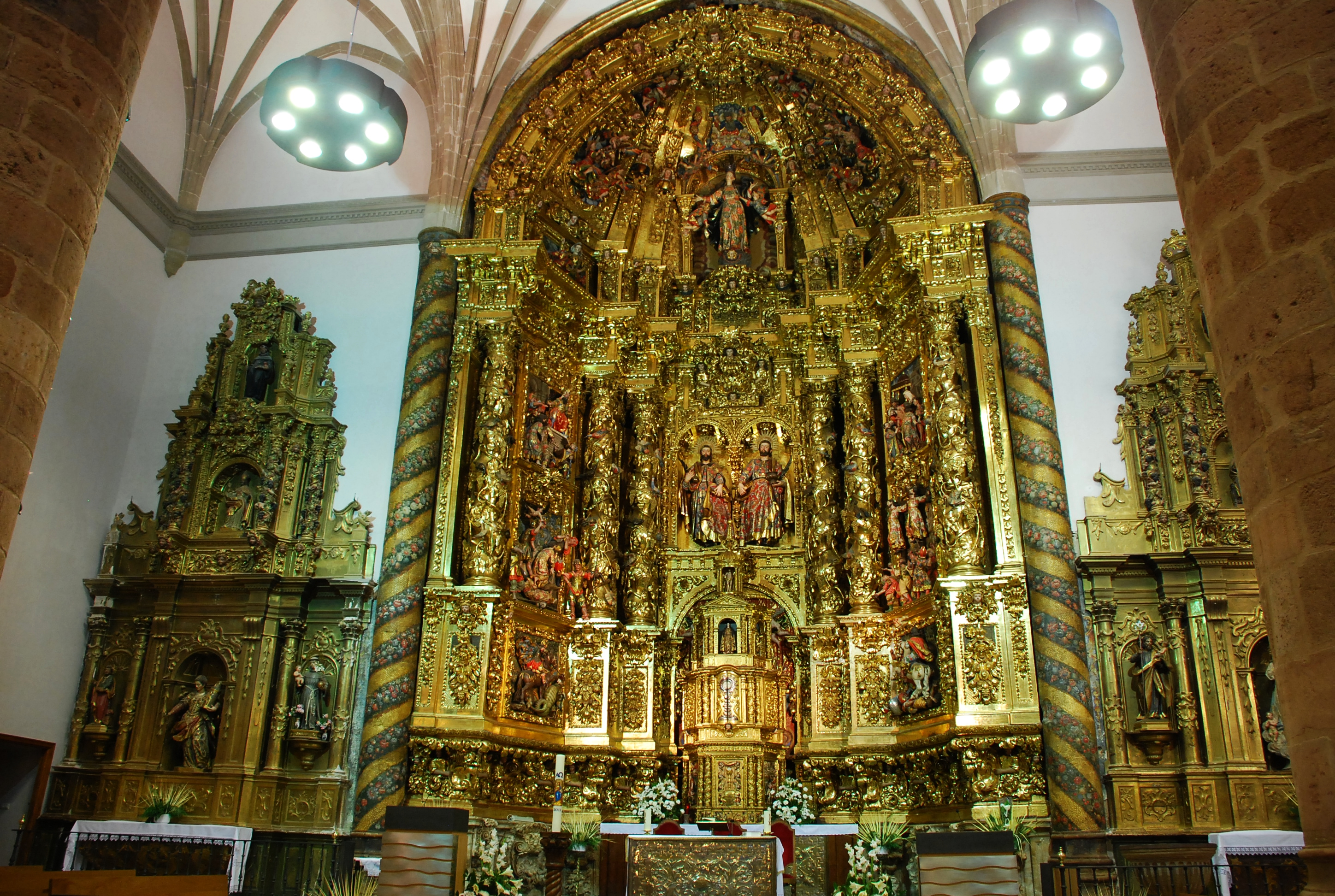
Retablo de la iglesia de San Cosme y San Damián en Arnedo, La Rioja

En 1689 el arquitecto José Benito de Churriguera usó por primera vez la pilastra estípite en la pira funeraria de la reina María Luisa de Orleans, así pues alcanza su esplendor y uso.
Aún hoy, en España, se pueden apreciar las siguientes construcciones y monumentos con estilo churrigueresco:
- Retablo de la iglesia de San Cosme y San Damián en Arnedo, La Rioja.
- Puerta principal del palacio del Marqués de Dos Aguas en Valencia. (actualmente Museo Nacional de la Cerámica).
- Retablo de la iglesia de la Concepción Real de Calatrava en Madrid.
- Retablo del convento de San Esteban en Salamanca.
- Retablo de la iglesia del monasterio de Sancti Spiritus el Real en Toro.
- Retablo de la parroquia de Santiago Apóstol en Navas de Oro.
- Retablo mayor de la iglesia de Santa María Madre en Orense.
- Retablo de la parroquia de San Sebastián en Cercedilla.
- Población del Nuevo Baztán (iglesia de san Francisco Javier y palacio de Goyeneche).
- Coro de la catedral Nueva de Salamanca.
- Plaza Mayor de Salamanca.
- Retablo de la iglesia de San Lorenzo en Valencia
- Retablo de la iglesia Nuestra Señora de los Ángeles en Chelva (Valencia) (en reconstrucción).
- Ermita de la Vera Cruz, en Salamanca.
- Seminario de Calatrava, en Salamanca.
- Portada de la fachada principal del Palacio de San Telmo en Sevilla.
- Palacio de los Goyeneche, en Illana (Guadalajara).
- Retablo mayor de la iglesia de Nuestra Señora de la Asunción, en Illana (Guadalajara).
- Retablo mayor de la Iglesia de San Román Mártir, en San Román de Bembibre, Provincia de León

## En México

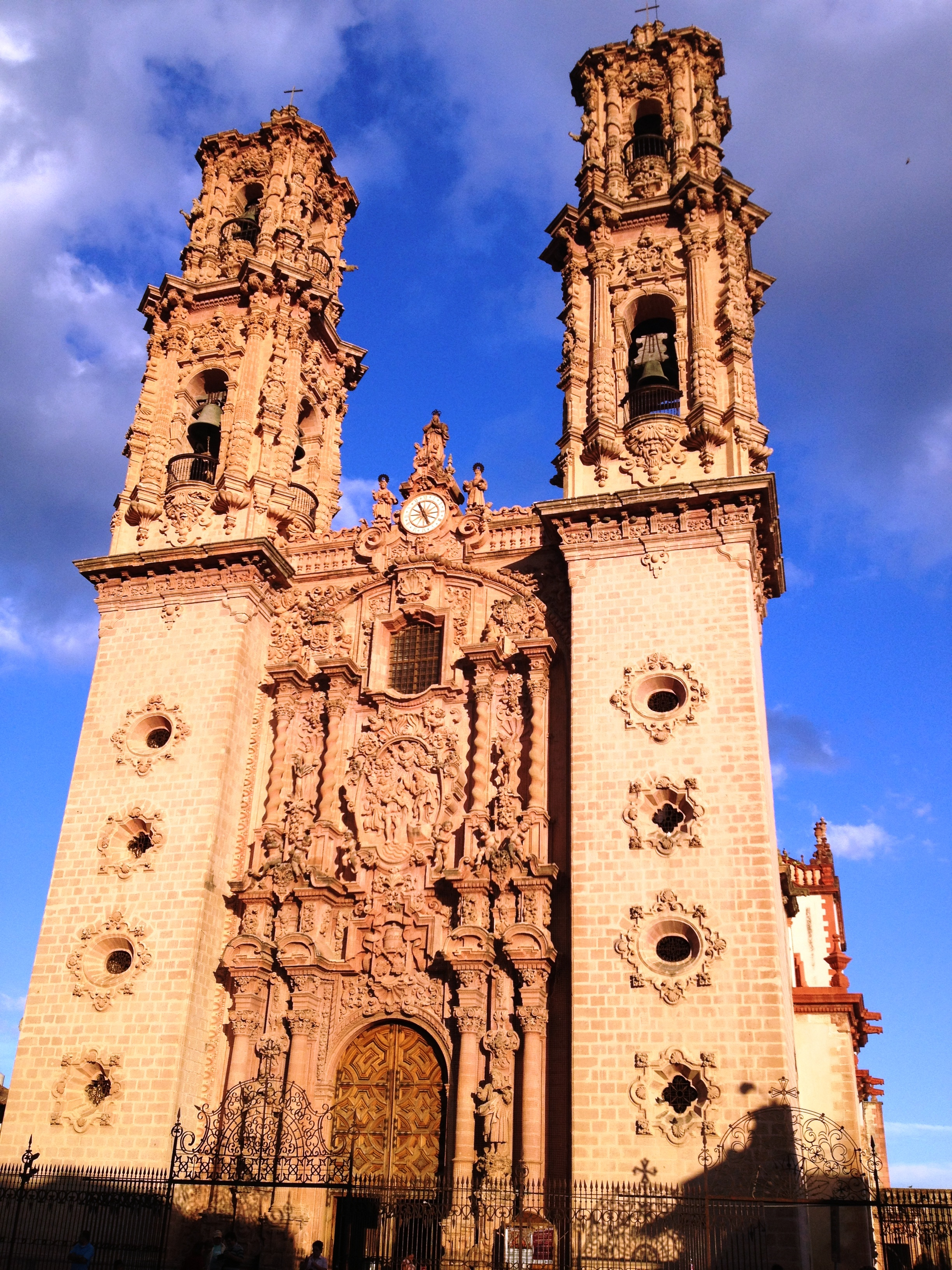
Templo de Santa Prisca, Taxco.

En México este estilo «arraiga con tal fuerza y pujanza, que más semeja planta autóctona que trasplantada, pues no en vano fue en las más ricas tierras del Anáhuac donde produjo sus frutos más sazonados».
Los representantes en México son Jerónimo de Balbás y Lorenzo Rodríguez.
Balbás comienza con la catedral en los retablos de los Reyes y del Perdón, las fechas para este retablo comienzan en 1718 y termina en 1737, fechas brindadas por la Gaceta de México en su número 118. Mientras que Lorenzo Rodríguez con el Sagrario construido de 1749 a 1762, todos ellos en la Ciudad de México.
En el virreinato de Nueva España, luego México, se consideran como las obras cumbres del estilo churrigueresco la catedral basílica de Zacatecas en Zacatecas; el Templo del Carmen, en San Luis Potosí; el templo de Guadalupe y el templo del Señor de El Encino, en Aguascalientes; la fachada del Templo de San Francisco, en Puebla; la parroquia de Santa Prisca, en Taxco, Gro.; la fachada del templo de San Francisco en Oaxaca, la Parroquia Antigua en Salamanca, Guanajuato; la fachada y el retablo principal del templo de San Francisco Javier (Museo Nacional del Virreinato), en Tepotzotlán, México, considerados de las obras barrocas churriguerescas más importantes llevadas a cabo por los jesuitas en la Nueva España. En la ciudad de Guanajuato destacan la iglesia de la Compañía, la iglesia de San Cayetano y la iglesia de San Diego. En el estado de Hidalgo el estilo está representado por la parroquia de San Miguel en Atitalaquia.
En Ciudad de México son representativos el Altar de los Reyes de la catedral metropolitana y las portadas del Sagrario que está anexo a la misma. Al mismo estilo pertenecen la biblioteca Miguel Lerdo de Tejada, la Capilla de Balvanera del templo de San Francisco el grande, la iglesia de la Santísima Trinidad y las portadas de la iglesia de la Santa Veracruz, del antiguo colegio de San Ildefonso y del Colegio Máximo de San Pedro y San Pablo todas ubicadas en el centro histórico.
También son dignas de mención la casa del Conde de Suchil en Victoria de Durango y la Casa de Alfeñique en Puebla por ser de los pocos ejemplos de estilo churrigueresco civil en el país, así como la Basílica de Ocotlán en Tlaxcala y la iglesia de nuestra señora de Santa Ana en Iztacalco, las cuales presentan un estilo churrigueresco popular.

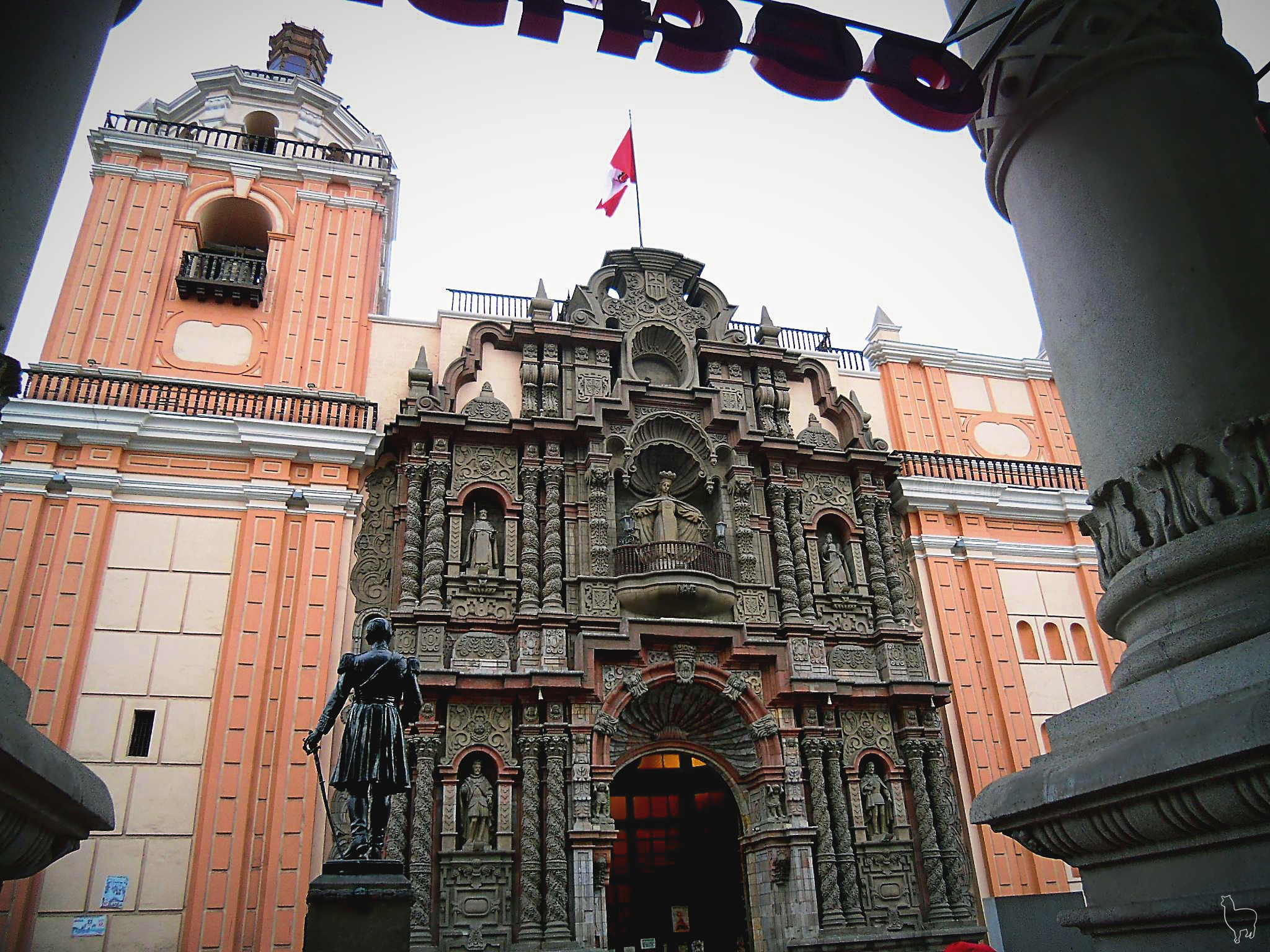
Fachada de la basílica de Nuestra Señora de la Merced en Lima

## En Perú
En el virreinato del Perú, los edificios religiosos arquitectónicos más representativos de este estilo son la basílica menor y convento de San Agustín y la basílica menor y convento de Nuestra Señora de la Merced, ambas construidas en la ciudad capital Lima, durante el siglo XVI; y la catedral o iglesia mayor de San Antonio en la ciudad de Huancavelica, construida durante los siglos XVI y XVII.